# Syväsaari (ö i Kajanaland)
Syväsaari är en ö i Finland. Den ligger i sjön Vihajärvi och i kommunen Puolango i den ekonomiska regionen  Kehys-Kainuu  och landskapet Kajanaland, i den centrala delen av landet, 500 km norr om huvudstaden Helsingfors. Öns area är 0,8 hektar och dess största längd är 130 meter i sydväst-nordöstlig riktning.